# 撫仙湖蟲
撫仙湖蟲是生存於寒武紀第三期的原始海生節肢動物，也是已知最早具有心血管系統的生物，化石發現於中國雲南的昆明和玉溪，屬名即來自首次化石記錄的所在地玉溪撫仙湖，是澂江生物群的代表生物之一。

## 描述
撫仙湖蟲成蟲體長10公分，有31個體節，外骨骼分為頭、胸、腹三部分，背、腹分節數目不一致，與泥盆紀直蝦類化石類似，而直蝦是現代昆蟲的祖先，這間接表明了撫仙湖蟲是昆蟲的遠祖。撫仙湖蟲消化道充滿泥沙，這表明牠是食泥的動物。

## 分布
撫仙湖蟲的化石分佈廣泛，位於雲南省玉溪市澂江縣東6公里的帽天山附近的帽天山化石帶，呈帶狀蜿蜒分佈，這條分佈帶長20公里，寬4.5公里，埋藏深度在50公尺以上。